# Daniel Chapo
Daniel Francisco Chapo (* 6. ledna 1977) je mosambický politik, právník, od 15. ledna 2025 pátý prezident Mosambiku. V letech 2016 až 2024 působil jako guvernér provincie Inhambane.

## Mládí
Narodil se 6. ledna 1977 ve městě Inhaminga. Navštěvoval Univerzitu Eduarda Mondlaneho v Maputu, kde studoval práva. Školu úspěšně absolvoval v roce 2000. Od roku 2004 pracoval jako notář. Později získal magisterský titul v oboru rozvojového managementu na Katolické univerzitě v Mosambiku. V roce 2014 získal titul PhDr.
V letech 1997 až 1998 pracoval jako hlasatel pro Rádio Miramar v Beiře a později v letech 2003 až 2004 jako moderátor zpráv pro Televisão Miramar. V roce 2005 byl jmenován konzervátorem v Nacala-Porto. V letech 2007 až 2008 byl stážistou v advokátní komoře a o rok později začal vyučovat politologii a ústavní právo na Pedagogické univerzitě v Maputu.

## Politická kariéra
V roce 2009 vstoupil do strany FRELIMO a byl jmenován správcem okresu Nacala-a-Velha. Později se v roce 2015 stal správcem okresu Palma.
Guvernérem provincie Inhambane byl jmenován 4. března 2016. O tři roky později byl do této funkce zvolen ve všeobecných volbách.

### Prezidentská kampaň a prezidenství
V druhé půlce roku 2024 zahájil prezidentskou kampaň za stranu FRELIMO, jakožto nejmladší kandidát od roku 1975. Mozambická volební komise 24. října oznámila, že Chapo vyhrál volby se 71 % hlasů.
Volby však poznamenala obvinění z rozsáhlých podvodů a nesrovnalostí. Opoziční strana PODEMOS výsledky zpochybnila a zveřejnila vlastní paralelní sčítání hlasů od svých volebních pozorovatelů, podle kterého Venâncio Mondlane zvítězil s 53 % hlasů.
Výsledek zpochybnila také biskupská konference Mosambiku a Evropská unie. Kvůli výsledkům voleb vypukly protesty, při nichž zahynulo nejméně 250 lidí, převážně demonstrantů, které zabily policejní a armádní síly.
Navzdory protestům byl 15. ledna 2025 jmenován prezidentem země. Jako premiérku jmenoval Marii Benvindu Levi.

## Osobní život
Chapo je ženatý s Guetou Sulemane Chapo. Má čtyři děti. a je křesťan.